# Pierre Martel (1923-2001)
Pour les articles homonymes, voir Pierre Martel et Martel.
Pierre Martel né le 22 mai 1923 à Revest-du-Bion et mort le 21 janvier 2001 à Digne, est un ecclésiastique, chercheur et écrivain. Fondateur en 1953 de l'association Alpes de Lumière, il exerça ses fonctions ecclésiastiques, jusqu'en 1969, dans les Alpes-de-Haute-Provence.

## Biographie
Né au Revest-du-Bion, à la ferme du Haut-Labouret, le 22 mai 1923, il fut pensionnaire dans une école privée à Banon de 1929 à 1933, puis poursuivit ses études à Marseille à partir d'octobre 1933 dans un pensionnat privé à Saint-Tronc. Atteint de tuberculose, il dut être hospitalisé en janvier 1940, puis envoyé, à l'automne de la même année, au sanatorium du Plateau d'Assy. En voie de guérison, en décembre 1942, il entra au sanatorium d'Hauteville, puis en janvier 1943 dans une maison de repos. Durant toute cette période, il s'ouvrit aux valeurs du catholicisme social. En contact avec les Dominicains, il entra au grand séminaire de Toulouse, en octobre 1943. Puis, pour ne pas s'éloigner de son pays natal, il gagna, en octobre 1945, le grand séminaire de Digne, où il devint professeur à la rentrée suivante.  	
Ordonné le 29 juin 1947, il fut nommé curé de Simiane-la-Rotonde au mois d'octobre. Ce fut là qu'il fonda, en mai 1953, l'association Alpes de Lumière. Nommé responsable de la paroisse de Mane, en octobre 1955, il y resta jusqu'en 1962. Assailli de doutes, il se retira cette année-là à la Bonnechère, à Saint-Michel-l'Observatoire. En 1969, il abandonna officiellement son statut d'ecclésiastique et publia La Foi Sauvage.
De son mariage en 1978 avec l'ethnolinguiste Claude Andrieu, il eut trois fils, Fabien, François et Mayeul. Il prit officiellement sa retraite en 1982 et décéda le 21 janvier 2001.
Pierre Martel est à l'origine du grand mouvement d'étude des constructions en pierre sèche provençales conduit dans les années 1960 sous l'égide de l'association Alpes de Lumière. On doit à ce descendant d'un authentique bâtisseur à pierre sèche (Auguste Martin, de Banon), la remise en question des affabulations de certains érudits et la première construction expérimentale d'un « cabanon pointu » au début des années 1970.
Pierre Martel a été l’un des principaux acteurs du groupe spéléologique « Lei Pardigou » de Simiane durant les années 1948 à 1955. Il a notamment exploré et inventorié de nombreux avens du plateau avant de se consacrer à une brillante carrière culturelle. Pierre Martel souhaite faire partager sa passion, il intervient en 1952 lors d’une conférence intitulée « Spéléologie, archéologie, géologie, préhistoire » à l’Athénée de Forcalquier au cours de laquelle il parvient à conquérir son public. Comme d’autres, Pierre Martel a commencé par explorer les cavités de sa région natale, le plateau d'Albion. Il a été vraisemblablement le premier à dresser un inventaire des cavités des Alpes-de-Haute-Provence, dans lequel il a consigné plus de 80 noms d’avens et de grottes.

## Œuvres
- Oppedette, le site, l’histoire, l’exemple, Alpes de Lumière, n°28, avril-juin 1963.
- XVI récits du Moine de Lure, Alpes de Lumière, n°35, 1966.
- Val de Sault et Pays d’Albion III : l’art des paysans, Alpes de Lumière, n°38), 1966.
- Vacances utiles en Haute-Provence, Alpes de Lumière, n°39, 1966.
- Les pigeonniers II : pigeonniers de Haute-Provence. Directoire pour l’enquête et l’action, Alpes de Lumière, n°43, 1967.
- Val de Sault et Pays d’Albion IV : l’histoire des forêts, Alpes de Lumière, n°45, 1968.
- Les églises rupestres : Saint-Pons-de-Valbelle, Saint-Michel-de-la-Nesque, Saint-Eucher-de-Beaumont, Alpes de Lumière, n°46, 1969.
- Les sentiers en pays de Forcalquier, Alpes de Lumière, n°47/48, 1969.
- Environnement et concertation en Haute-Provence. Expériences significatives, Alpes de Lumière, n°50, 1971.
- Reprise. Retour du désert, Alpes de Lumière, n°52, 1974.
- Le seigle et la ronce, Alpes de Lumière, n°63, 1978.
- L'invention rurale. Patrimoine rural et société de non-gaspillage en Haute-Provence 1. L’économie de la nature, Alpes de Lumière, n°69/70, 1980, 2e éd. 2000.
- Associations et environnement en Haute-Provence, Alpes de Lumière, n°74/75, 1981.
- La terre et le sacré. Les protections religieuses en Haute-Provence (1850-1950 ), Alpes de Lumière, n°84, 1983.
- Les blés de l’été 1. L’été des paysans en Haute-Provence, Alpes de Lumière, n°79/80, 1983.
- Les blés de l’été 2. Les moissons en Haute-Provence, Alpes de Lumière, n°82/83, 1983.
- L'histoire complexe d'un simple cabanon. Témoignage de Pierre Martel sur le cabanon pointu de la Bonnechère, in Les Alpes de Lumière, No 89-90, 1er et 2e trim. 1985, pp. 61-88.